# Virgen de San Lorenzo
La Virgen de San Lorenzo es una advocación mariana católica, patrona de Valladolid, de cuya ciudad ostenta el título de Alcaldesa Perpetua. Se venera en la Iglesia de San Lorenzo, de la que recibe el nombre. Fue coronada canónicamente en 1917 y su festividad se celebra el 8 de septiembre.

## Talla

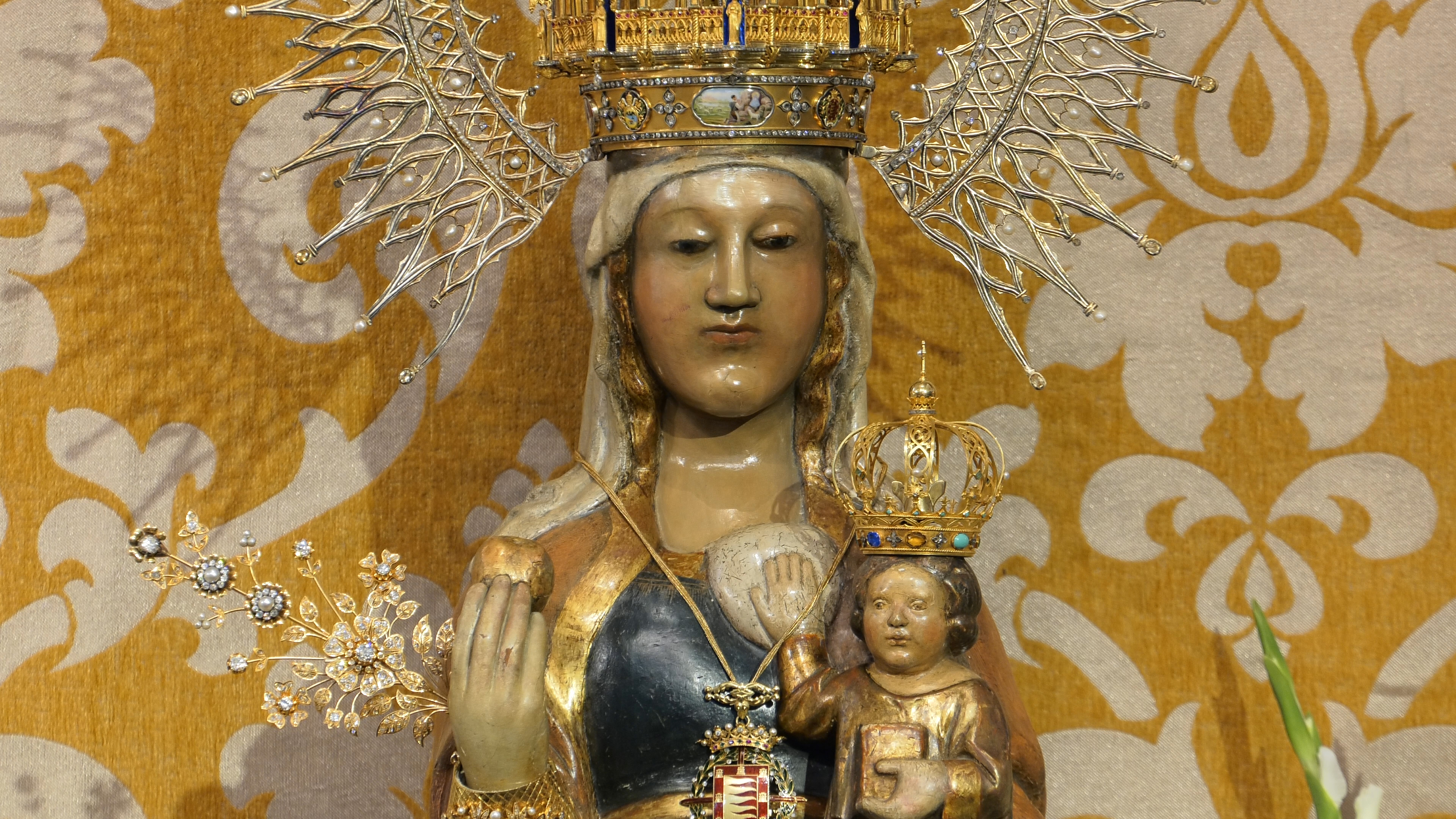
Detalle de la Virgen de San Lorenzo.

La talla, es de pequeño tamaño y está realizada en madera policromada. La Virgen se encuentra sentada en un trono. Su mano derecha sostiene entre sus dedos el habitual pomo, que fue sustituido posteriormente por un ramo de oro y pedrería. La imagen del niño porta un libro, mientras su mano derecha se encuentra sobre el pecho de su madre.
Las dos imágenes portan sendas coronas realizadas en oro y plata, mientras que la Virgen porta una medalla con el escudo de la ciudad y porta un bastón de mando en alusión a la alcaldía de la ciudad.

## Historia

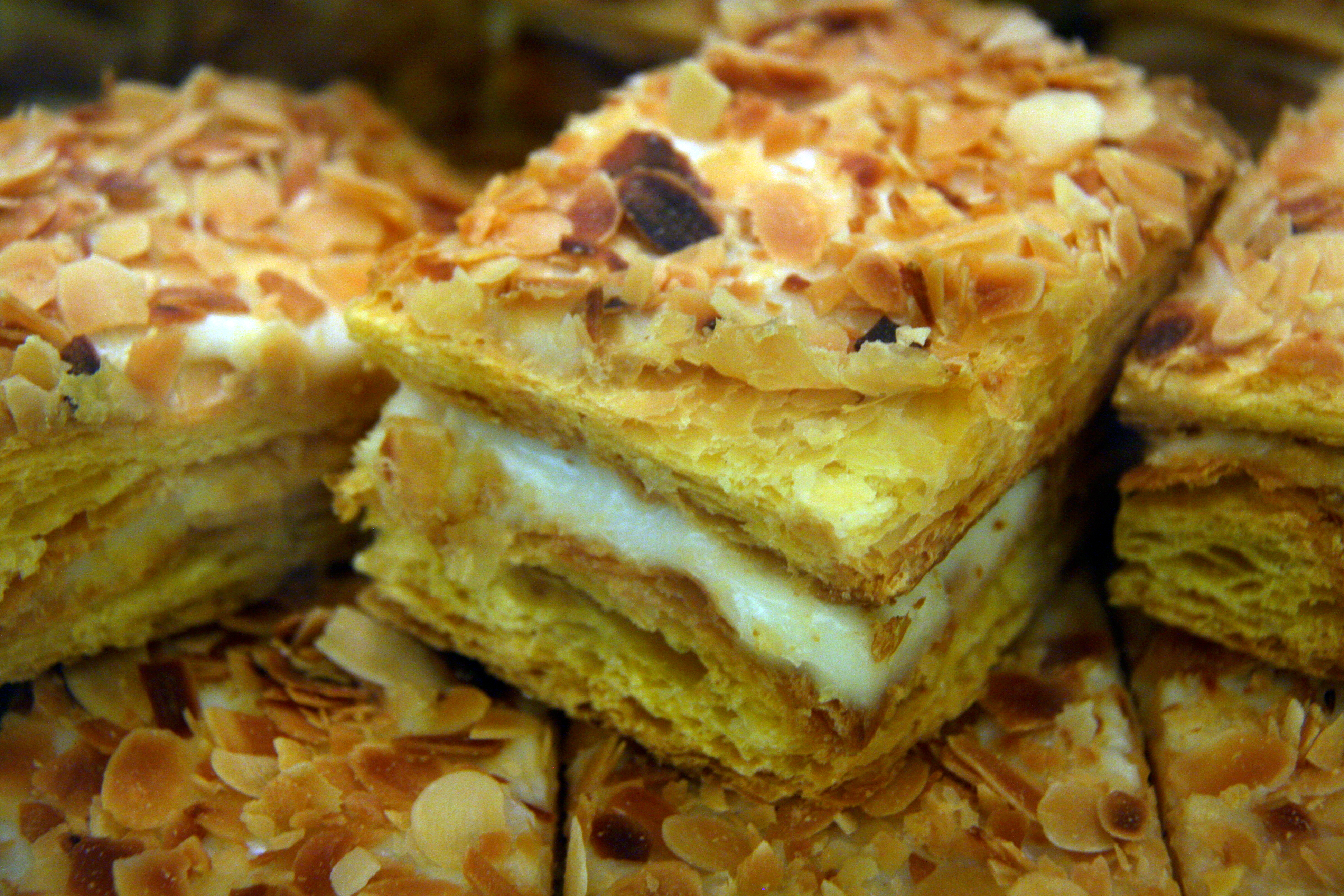
Hojaldre de San Lorenzo. El día 8 de septiembre durante la celebración de la Virgen de San Lorenzo se sirven habitualmente pastas, hojaldres y otros postres como la Tarta de San Lorenzo.

El origen de esta devoción parece remontarse al final de la Hispania visigoda y en el ocultamiento de imágenes religiosas debido al temor de una invasión musulmana. Para otros cronistas su origen se remontaría a la etapa de los almorávides, entre los siglos XI y XII.
En el siglo XV, se construyó un templo dedicado a ella, la iglesia de San Lorenzo Mártir, del cual hoy se conserva originales tan solo la fachada y la torre
Por último, estudios sobre la iconografía y la indumentaria de la virgen afirman que su origen estaría en segunda mitad del siglo XIV.
Fue declarada oficialmente Patrona de Valladolid en 1917, con motivo de la Coronación Canónica de la imagen y el Ayuntamiento de Valladolid fijó su festividad el día 8 de septiembre, coincidiendo con la celebración de la Natividad de la Virgen.
En 1781 se funda la Real y Venerable Hermandad de Nuestra Señora de San Lorenzo, aunque ya había constancia de su existencia en el siglo XVII.

## Leyenda
Según la leyenda, un sacerdote trasladó a Valladolid la imagen de una Virgen procedente de la localidad de Consuegra para protegerla de los saqueos musulmanes. Un pastor que caminaba con su ganado a orillas del río Pisuerga, descubrió casualmente la imagen de la Virgen de San Lorenzo con un niño. Según esta leyenda, la Virgen estuvo situada en un principio en una cueva en el exterior de las murallas de Valladolid, cercana a la llamada Puerta de Aguadores, de tal manera que la Virgen fue conocida como la de los Aguadores. La imagen fue trasladada a una ermita dedicada a San Lorenzo, donde recibió su nombre actual y recibió culto.
La talla de la Virgen de San Lorenzo, tiene una inscripción en su peana, que dice: Virgen del Castillo, patrona de Consuegra (Toledo)
Esta inscripción, la vieron al hacer una restauración, por los años 1950.

## Fiestas de la Virgen de San Lorenzo
Valladolid celebra su festividad el 8 de septiembre desde 1917, fecha de la Coronación Canónica y del nombramiento de Alcaldesa Perpetua de la ciudad. En la posguerra, el incipiente barrio de La Rubia comenzó a celebrar la festividad de San Mateo con la instalación de carruseles, fiestas que llegaron a ser muy populares y que con el paso del tiempo se extendieron a toda la ciudad, aun cuando el día de San Mateo, el 21 de septiembre, no era festivo. Se iniciaban el domingo precedente y duraban toda la semana.
En el año 2000, el alcalde Francisco Javier León de la Riva modificó el calendario de fiestas pasando a celebrarse durante la semana del 8 de septiembre en torno a la Virgen de San Lorenzo. Entre sus motivos se adujo que era la Patrona de la ciudad, que el día 8 siempre había sido festivo, la climatología más favorable y la existencia de vacaciones escolares.

### Actos

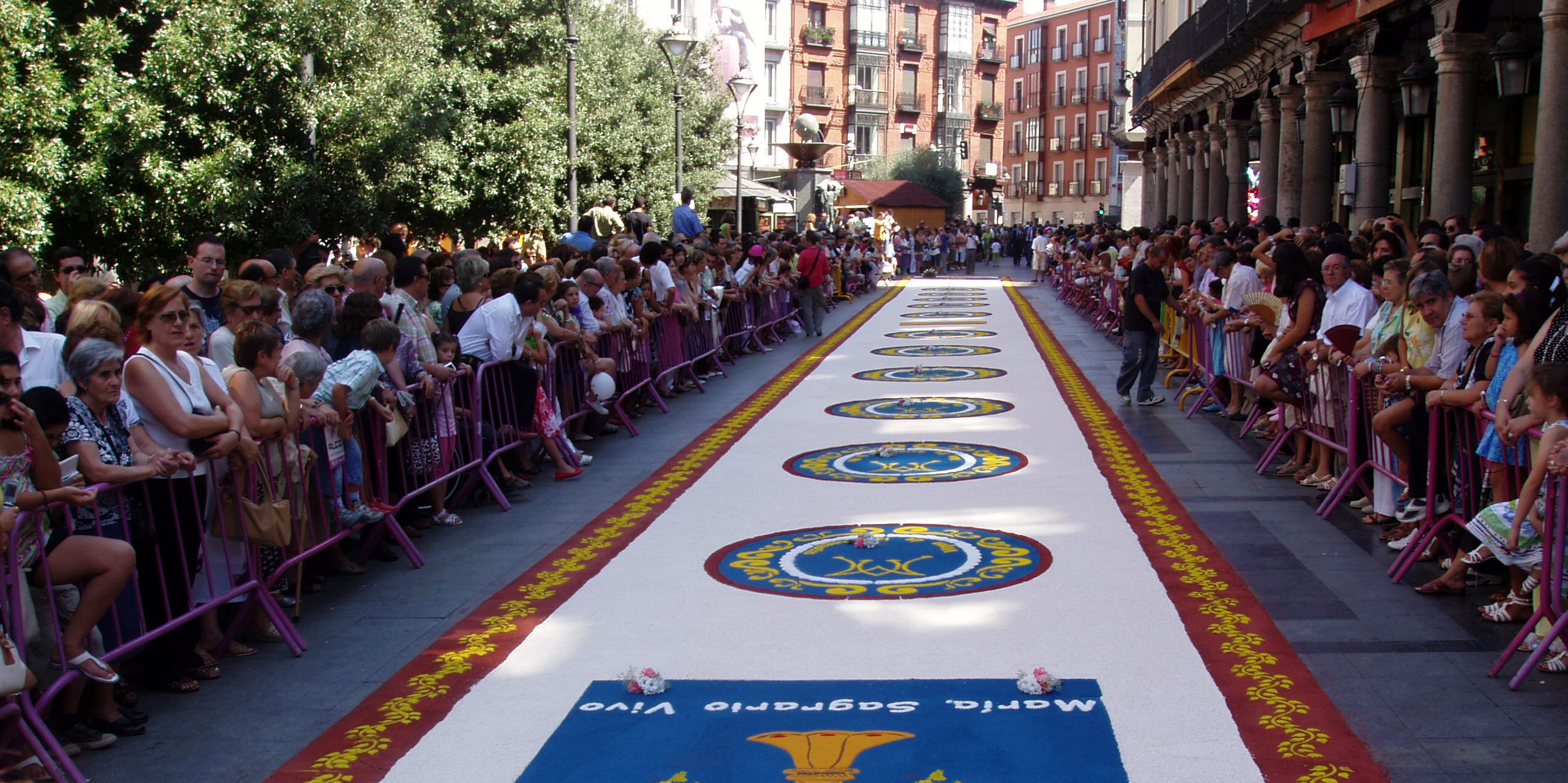
Alfombra artística entre Fuente Dorada y la Calle de Ferrari antes de la Procesión de 2009.

Los actos en honor de la Patrona de Valladolid tienen lugar en torno al 8 de septiembre, Fiesta de la Natividad de la Santísima Virgen y día escogido para celebrar a Nuestra Señora de San Lorenzo. desde el día 31 de agosto hasta el propio día 8 de septiembre, en la Iglesia de San Lorenzo se celebra la Solemne Novena en honor a la Virgen, consistente en el rezo del Santo Rosario y la celebración de Eucaristía (cada día la homilía es predicada por un sacerdote diferente), ejercicio de la Novena y canto de la Salve y el Himno a Ntra. Sra. de San Lorenzo. el primer día de la Novena se procede a la Imposición de medallas a los nuevos hermanos. El domingo dentro de la novena, se celebra la tradicional ofrenda floral en el atrio de la iglesia, con la colocación de una arco de arquitectura efímera que recuerda la antigua Puerta de Aguadores, en torno a una réplica de la imagen tallada por Miguel Ángel Tapia que se sitúa sobre una estructura metálica sobre la cual, los fieles van dejando sus ramos de flores confeccionando así un manto. en el interior de la iglesia y durante toda la jornada, la imagen original está expuesta en besapiés. se celebran varias misas esa mañana; destacando la de los enfermos (11:30) y la Institucional (13:00) con presencia de las instituciones de la Ciudad de Valladolid. (el día anterior a la fecha de la ofrenda floral y el besapiés, y tras los cultos, la Virgen es bajada de su camarín por el cuerpo de la Policía Local uniformada de gala, realizando una procesión por el interior del templo
El 8 de septiembre es el día culmen de los actos en honor a la Santísima Virgen de San Lorenzo. a las 11 de la mañana, sale de su iglesia la procesión hasta la Catedral, acompañada de la Corporación Municipal en Pleno, demás autoridades, Guardia Municipal, maceros, representantes de otras hermandades y cofradías y diversas bandas de música. A su llegada al mediodía, tiene lugar la misa presidida por el Arzobispo de Valladolid, regresando después hasta su templo. Es a la vuelta cuando el cortejo pasa sobre la alfombra artística desplegada en la Plaza Mayor (Acera de San Francisco) y que cada año es confeccionada por voluntarios durante toda noche del día anterior. en varios momentos de la procesión, diversos grupos de danzas regionales de la provincia bailan en honor a la imagen.
Esta procesión se recuperó en el año 2003 tras 50 años sin celebrarse y su recorrido tradicional es:
saliendo de la Iglesia de San Lorenzo , continúa por las calles de Pedro Niño, San Lorenzo, Plaza de Santa Ana, Pasión, Plaza Mayor (sin pisar la alfombra) Ferrari, Plaza de Fuente Dorada, Cánovas del Castillo, Catedral, Arribas y entrada a la S.I.Catedral de Valladolid. A su regreso, realiza el mismo recorrido a la inversa. Es en el recorrido de regreso cuando la virgen ya pisa la alfombra de la plaza mayor.

## El programa de fiestas
Valladolid se anima de actividades y personas de otros ligares también para celebrar este día tan importante. El programa que describe lo que se desarrolla en cada espacio abierto o cerrado como los conciertos en la Plaza Mayor o en el Teatro Zorrilla, cambia todos los años creando aún más expectativas y sorpresas a los ciudadanos que aman hacer fiesta juntos. El año pasado, en 2019, la guía de la fiesta se desarrollaba desde el jueves 6 hasta el domingo 15 de septiembre y cada horario tenía su actividad programada; por ejemplo, se empezó con la degustación del postre de Nuestra Señora de San Lorenzo en el Paseo Central del Campo Grande a las 19.00 h, el día después hubo en Plaza Mayor la "Imposición del pañuelo a la escultura de Pedro Ansúrez y el domingo 8 en Plaza España I Aniversario del Ecomercado de la Plaza España se desarrolló la Venta de productos ecológicos y de proximidad. El último día se cerró con el Festival de baile Danzadolid 2019, la Noche de bailes latinos.
Programa, día a día, de las Feria y Fiestas de la Virgen de San Lorenzo 2019 en Valladolid